# Leptostylus macrostigma
Leptostylus macrostigma es una especie de escarabajo longicornio del género Leptostylus, categorizada en la tribu Acanthocinini, de la subfamilia Lamiinae. Fue descrita por Bates en 1872.

## Descripción
Mide 8,48 mm de longitud.

## Distribución
Se distribuye por Costa Rica, Honduras, Panamá y Nicaragua.